# Koji Arimura
Koji Arimura (有村 光史 Arimura Kōji?, nacido el 25 de agosto de 1976 en Fukuoka) es un exfutbolista japonés. Jugaba de defensa y su último club fue el Roasso Kumamoto de Japón.

## Trayectoria

### Clubes
| Club                 | País  | Año         |
| -------------------- | ----- | ----------- |
| Sagan Tosu           | Japón | 1999 - 2001 |
| Oita Trinita         | Japón | 2002 - 2005 |
| Nagoya Grampus Eight | Japón | 2006        |
| Vissel Kobe          | Japón | 2006        |
| Roasso Kumamoto      | Japón | 2007 - 2008 |

## Palmarés

### Títulos nacionales
| Título    | Club         | País  | Año  |
| --------- | ------------ | ----- | ---- |
| J2 League | Oita Trinita | Japón | 2002 |